# Leveringszekerheid (elektriciteit)

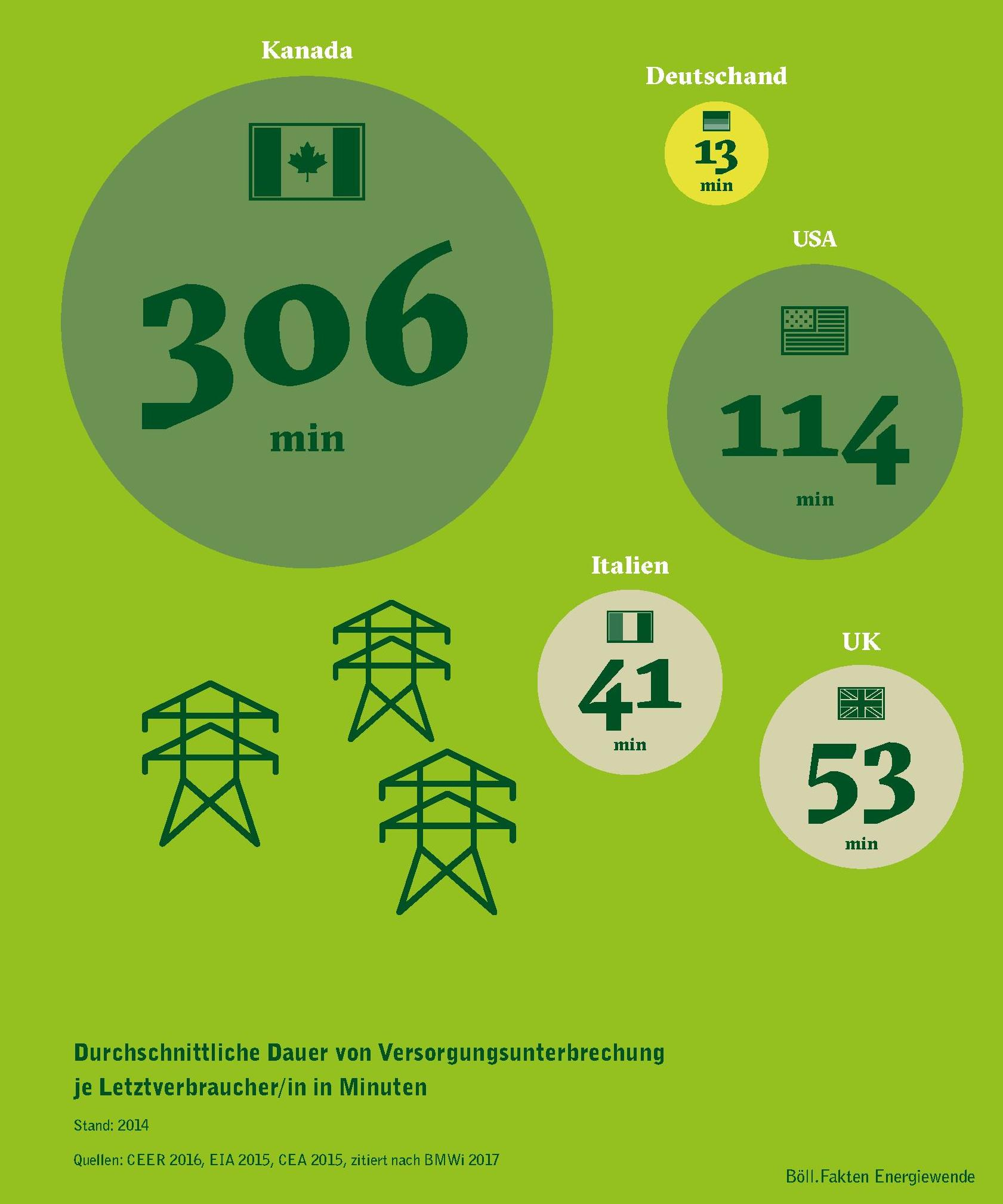
Het gemiddelde aantal minuten stroomuitval in 2014 in Canada, Duitsland, Italië, de Verenigde Staten en het Verenigd Koninkrijk.

De leveringszekerheid van elektriciteit is de mate waarin men in een elektriciteitsnet verzekerd is van de doorlopende levering van elektriciteit. Netbeheerders zijn verantwoordelijk voor het handhaven van de leveringszekerheid. Voor de leveringszekerheid zijn onder andere voldoende aanbod van geproduceerde elektriciteit, de netbalans, netcapaciteit en een betrouwbare infrastructuur noodzakelijk. Met een leveringszekerheid van 99,99% behoort de leveringszekerheid in Nederland tot de wereldtop. De energietransitie leidt tot nieuwe uitdagingen op het gebied van leveringszekerheid.

## Waarborgen van de leveringszekerheid
De leveringszekerheid van elektriciteit wordt gewaarborgd door netbeheerders. Op landelijk niveau zijn dit in Nederland TenneT en in België Elia. Het Nederlandse deel van TenneT is een publiek bedrijf dat volledig in handen is van de Nederlandse staat. In het geval van Elia heeft de Belgische staat een meerderheidsbelang, maar is het bedrijf ook deels in handen van commerciële investeerders. Daaronder zijn er op regionaal niveau diverse kleinere netbeheerders. Op Europees niveau werken de nationale netbeheerders samen binnen ENTSO-E. 
In Nederland en België vormen elektriciteitsproducenten, -leveranciers en -afnemers een vrije elektriciteitsmarkt, waarin men met elkaar concurreert. De netbeheerders produceren zelf geen elektriciteit, maar bewaken de kwaliteit en capaciteit van het hoogspanningsnet, zodat verhandelde elektriciteit zonder onderbrekingen getransporteerd kan worden. Hieronder vallen het onderhouden, reguleren en uitbreiden van de elektriciteitsverbindingen en -aansluitingen en het bewaken van de netbalans (vraag en aanbod moeten aan elkaar gelijk zijn) zodat de netfrequentie van 50 hertz op het net wordt gehandhaafd. De taken van de netbeheerder zijn wettelijk vastgelegd en de uitvoering wordt in Nederland gecontroleerd door de Autoriteit Consument en Markt (ACM).
In opdracht van het Ministerie van EZK analyseert TenneT ieder jaar de leveringszekerheid van elektriciteit in Nederland en meldt de uitkomsten n in het rapport 'Monitoring Leveringszekerheid'. In dit rapport worden gegevens zoals de verwachte opwekkingscapaciteit en elektriciteitsvraag over meerdere jaren met elkaar vergeleken. Op basis van dit rapport kan TenneT de overheid tijdig waarschuwen als de leveringszekerheid in gevaar dreigt te komen, zodat beleid hierop kan worden afgestemd. ENTSO-E brengt op Europees niveau eveneens een dergelijk rapport uit: de MAF (Mid-term Adequacy Forecast).

## LOLE en EENS
De leveringszekerheid van een elektriciteitsnet wordt internationaal bepaald met behulp van de LOLE-indicator (Loss of Load Expectation, NL: verwacht verlies van belasting). LOLE wordt uitgedrukt in het aantal uren per beschouwde periode dat er (naar verwachting) onvoldoende elektriciteit kan worden geproduceerd en/of geïmporteerd om aan de elektriciteitsvraag binnen een beschouwd gebied te voldoen. 
Nederlandse netbeheerder TenneT hanteert een LOLE-norm van 4 uur per jaar voor Nederland, wat inhoudt dat het optreden van elektriciteitstekorten gedurende 4 uur of minder per jaar als een betrouwbaar elektriciteitssysteem wordt beschouwd (er is sprake van een hoge leveringszekerheid). Boven de norm nemen de risico's op stroomuitval toe. De Belgische Commissie voor de Regulering van de Elektriciteit en het Gas (CREG) stelde in mei 2021 een norm voor België van 2,75 uur voor. Belgische netbeheerder Elia hanteerde in haar 'Adequacy & Flexibility Study 2022-2032' een norm van 3 uur.
De LOLE-indicator geeft alleen aan hoe vaak er tekorten zijn, maar zegt niets over de omvang van deze tekorten. Daarom kan men als aanvulling op LOLE de EENS-indicator (Expected Energy Not Served, NL: verwachte niet-geleverde energie) hanteren. De EENS-indicator toont hoeveel energie niet geleverd kan worden bij een bepaalde elektriciteitsvraag per periode.
Onderstaande tabel toont de achteraf vastgestelde LOLE uit voorbije jaren voor het Nederlandse landelijke elektriciteitsnet (data van TenneT).
| Jaar | LOLE (in uren) |
| ---- | -------------- |
| 2016 | 0,02           |
| 2017 | 0,04           |
| 2018 | 0,90           |
| 2019 | 2,42           |

Een belangrijk doel van LOLE is juist om deze indicator voor toekomstige jaren te voorspellen, zodat tijdig kan worden ingespeeld op mogelijke tekorten. De verwachte LOLE voor toekomstige jaren is onder andere gebaseerd op het door producenten opgegeven verwachte productievermogen en de verwachte ontwikkeling van de elektriciteitsvraag. 
TenneT werkt voor het voorspellen van LOLE en EENS in haar jaarlijkse rapportage met meerdere scenario's, waarin verschillende uitgangspunten worden gehanteerd. Van deze scenario's kunnen bovendien meerdere varianten ('gevoeligheden') bestaan, waarin bepaalde verwachtingen naar boven of beneden worden bijgesteld. Zo hoopt TenneT een zo volledig mogelijk beeld te scheppen over de mogelijke toekomstige ontwikkeling van de leveringszekerheid. In alle scenario's en varianten in het 'Rapport Monitoring Leveringszekerheid 2021' van TenneT wordt de norm van maximaal 4 uur LOLE tot en met 2025 (ruim) behaald. In 2030 wordt in twee van de zeven beschouwde situaties de LOLE-norm overschreden.
Belgische netbeheerder Elia hanteert ook meerdere scenario's in haar voorspellingen voor LOLE en EENS in België. In de rapportage uit 2021 wordt verwacht dat, zonder extra plannen voor uitbreiding van de binnenlandse productiecapaciteit, de LOLE-norm van 3 uur op zijn vroegst vanaf 2023 wordt overschreden. Ieder jaar in de beschouwde periode t/m 2032 nemen de LOLE en EENS verder toe.

### Toenemende Nederlandse en Belgische afhankelijkheid buitenland
Een belangrijke ontwikkeling in de Noordwest-Europese elektriciteitsmarkt is de toenemende onderlinge afhankelijkheid van landen die hun regelbare vermogen inruilen voor weersafhankelijke productiemiddelen. Nederland beschikt naar verwachting vanaf 2025 steeds minder over voldoende (op ieder moment beschikbare) opwekkingscapaciteit om zelfstandig in zijn leveringszekerheid te voorzien. Dit betekent dat Nederland voor zijn leveringszekerheid afhankelijk wordt van import- en export naar het buitenland. Door de verbindingen met het buitenland blijft de LOLE in de meeste scenario's van TenneT naar verwachting ruim onder de norm van 4 uur per jaar. 
In onderstaande tabel wordt de sterk toenemende afhankelijkheid van buitenlandse elektriciteitsproductie weergegeven in het scenario dat is gebaseerd op de uitgangspunten van de Nederlandse 'Klimaat- en energieverkenning 2021' van PBL. In 2030 zou de norm van 4 uur extreem overschreden worden zonder import uit het buitenland, terwijl Nederland tot en met 2025 ook geheel op eigen kracht onder deze norm zou kunnen blijven.
| Jaar | NL gekoppeld met export/import | NL gekoppeld met export/import | NL geïsoleerd zonder export/import | NL geïsoleerd zonder export/import |
| Jaar | LOLE (uur)                     | EENS (GWh)                     | LOLE (uur)                         | EENS (GWh)                         |
| ---- | ------------------------------ | ------------------------------ | ---------------------------------- | ---------------------------------- |
| 2022 | 0,00                           | 0,00                           | 0,01                               | 0,00                               |
| 2025 | 0,01                           | 0,01                           | 1,54                               | 0,74                               |
| 2030 | 1,35                           | 2,83                           | 592,97                             | 956,92                             |

De importafhankelijkheid is een direct gevolg van de energietransitie, waarbij kolencapaciteit in Nederland wordt uitgefaseerd en gascapaciteit verwacht wordt af te nemen. De wind- en zonne-capaciteit in Nederland die hiervoor in de plaats komt kan wegens wisselende weersomstandigheden niet op ieder moment aan de binnenlandse vraag voldoen. Gezien de sterke grensverbindingen levert dit echter in de meeste scenario's niet direct problemen op voor de Nederlandse leveringszekerheid. Wel adviseert TenneT om voorgenomen uitbreidingen van deze verbindingen daadwerkelijk te realiseren, en om de ontwikkelingen rondom de buitenlandse productiecapaciteit nauwlettend te blijven volgen.
Ook in België wordt een toenemende afhankelijkheid van import van elektriciteit verwacht. Zonder nieuwe geplande productiecapaciteit is België vanaf 2022 minimaal 10% van de tijd per jaar afhankelijk van import. Na 2025 loopt dit op naar 75% van het jaar. Door nieuwe windmolens op zee wordt dit vanaf 2028 iets minder, maar nog steeds meer dan de helft van de tijd. In deze berekening werd rekening gehouden met het sluiten van de kerncentrales in 2025, maar begin 2022 werd besloten de sluiting op te schuiven van 2025 naar 2035.

## System adequacy
Een van de belangrijkste voorwaarden voor leveringszekerheid is dat er op ieder moment voldoende elektriciteit beschikbaar is om aan de vraag naar elektriciteit te voldoen. Dit wordt de adequacy of system adequacy van het elektriciteitssysteem genoemd. System adequacy kan op diverse manieren worden behaald:

#### Opwekkingscapaciteit
De voornaamste manier waarop system adequacy wordt bereikt is door de aanwezigheid van elektriciteitsproductiemiddelen. Dit kan thermische capaciteit zijn, waarbij door middel van een brandstof warmte (en stoom) wordt opgewekt, die wordt ingezet om een generator aan te drijven. Ook zijn stuwdammen een veelvoorkomende manier van elektriciteitsproductie (waterkracht). Steeds meer elektriciteit wordt opgewekt door middel van windmolens en zonnepanelen. Of de aanwezige capaciteit ook daadwerkelijk elektriciteit levert is afhankelijk van diverse factoren, waaronder de marktprijzen, beschikbaarheid van brandstof, onderhoud en weersomstandigheden. Middelen als prijsprikkels vanuit netbeheerders of beschikbaar noodvermogen kunnen tekorten oplossen.
Landen hebben een basislast, ofwel de minimale hoeveelheid constant gevraagde elektriciteit, met daarboven een variabel deel dat wisselt per dag, dagdeel en weersomstandigheid. Bepaalde opwekkingsmiddelen verhogen en verlagen de productie trager dan andere, zodat tragere capaciteit geschikter is voor het leveren van de basislast, terwijl flexibelere opwekkingsmiddelen eerder in aanmerking komen voor het leveren van het variabele deel. Bepaalde opwekkingsmiddelen zijn zelfs helemaal niet stuurbaar in geleverd vermogen, deze zijn namelijk afhankelijk van externe omstandigheden zoals het weer.
Omdat België voor 2025 de eigen kerncentrales wil sluiten en daarmee bijna de helft van de nationale opwekkingscapaciteit verliest, waarschuwt netbeheerder Elia voor ernstige capaciteitstekorten. De system adequacy zou zonder vervangende capaciteit niet langer voldoende zijn om de leveringszekerheid te kunnen waarborgen.

#### Import
Opwekkingscapaciteit hoeft niet in eigen land opgesteld te staan, het is ook mogelijk om de te leveren elektriciteit in het buitenland te kopen. Deze wordt vervolgens middels grensoverschrijdende elektriciteitsverbindingen geleverd. In België is men op bepaalde momenten door tekorten aan eigen opwekkingscapaciteit bijna voor de helft afhankelijk van import voor de leveringszekerheid. In Nederland kunnen naar verwachting van TenneT vanaf 2025 situaties met tijdelijke importafhankelijkheid optreden, omdat het operationele thermische productievermogen afneemt (o.a. het sluiten van de kolencentrales). Ook zonder dat hier technisch noodzaak voor is wordt regelmatig elektriciteit geïmporteerd, als dit goedkoper is dan productie in eigen land. 

#### Opslag
Elektriciteit kan niet worden opgeslagen, het moet worden verbruikt op het moment dat het wordt opgewekt. De energie van elektriciteit kan wel in een andere vorm worden opgeslagen (accu, waterstof, pompopslag, etc.) om later weer naar elektriciteit te worden omgezet. Wegens het energieverlies tijdens deze omzettingen heeft het doorgaans de voorkeur om alleen elektriciteitsoverschotten op te slaan. De gangbare opslagmethoden voldoen voornamelijk op kleinere schaal, maar niet voor het langdurig voorzien in de hoeveelheid van een landelijke elektriciteitsvraag. Opslag dient daarmee voornamelijk als buffer om pieken in vraag of aanbod op te kunnen vangen.

#### Vraagbeheer
Als blijkt dat er onvoldoende elektriciteit beschikbaar is om aan de vraag te voldoen, kan men ook aan de vraagzijde invloed uitoefenen om zodoende de juiste system adequacy te bereiken. Vraagbeheer staat internationaal ook wel bekend als Demand Side Response (DSR). Dit kan bijvoorbeeld door middel van afspraken met zware energieverbruikers die hun productie aanpassen aan de beschikbare hoeveelheid elektriciteit. Ook bij het opzetten van de infrastructuur voor elektrische auto’s wordt rekening gehouden met het kunnen aansturen van de laadmomenten of terug leveren aan het net vanuit de accu’s. In de toekomst kan ook slimme huishoudelijke apparatuur een grotere rol gaan spelen, zoals wasmachines die pas aanslaan als er voldoende (en dus goedkopere) elektriciteit beschikbaar is. In een extreem geval kan een netbeheerder besluiten om bewust een deel van het elektriciteitsnet af te sluiten (een brown-out), om zo uitgebreidere stroomuitval te voorkomen. In België heeft men hiervoor het afschakelplan ingesteld.

## Transmissiesysteem
De beschikbaarheid van voldoende elektriciteit is een voorwaarde voor leveringszekerheid, maar deze elektriciteit moet ook de eindverbruiker kunnen bereiken. Een netbeheerder heeft daarom als kerntaak om het transport van elektriciteit te faciliteren. Hieronder valt het zo efficiënt en veilig mogelijk opzetten en onderhouden van een elektriciteitsinfrastructuur, waarop iedereen die aan de eisen voldoet aangesloten mag worden (producent en afnemer). Soms is er in een gebied onvoldoende transportcapaciteit beschikbaar om alle daar opgewekte elektriciteit te vervoeren, in dat geval is er op termijn een netverzwaring nodig. Tot die tijd wordt congestiemanagement toegepast. Bij het opzetten van de infrastructuur wordt altijd zoveel mogelijk rekening gehouden met mogelijke uitval, zodat er bijvoorbeeld omleidingen mogelijk zijn als een bepaalde route tijdelijk niet beschikbaar is. Ook houdt men de algemene trends en ontwikkelingen nauw in de gaten. Op dit moment ontstaat er een steeds grotere behoefte aan internationale elektriciteitsverbindingen, om toenemende tekorten en overschotten als gevolg van bepaalde duurzame energiebronnen in internationaal verband te kunnen opvangen.

## Leveringszekerheid tijdens de energietransitie
De ontwikkelingen in Nederland en België in het kader van de energietransitie, die leiden tot een afname van gecentraliseerd thermisch vermogen (kolen-, gas- en kerncentrales) en een toename van decentraal weersafhankelijk vermogen (windmolens, zonnepanelen), zorgen voor grote uitdagingen bij het handhaven van de leveringszekerheid van elektriciteit. Deze uitdagingen komen voort uit een toenemende onvoorspelbaarheid. 
Op het gebied van system adequacy is moeilijk voorspelbaar hoeveel elektriciteit wordt geproduceerd met de opgestelde weersafhankelijke energiebronnen, omdat dit afhangt van de wind- en zonsterkte. Het bewaken van de netbalans wordt daarmee steeds lastiger, omdat men niet de vraag naar elektriciteit kan volgen zoals men dat met conventioneel regelbaar vermogen doet. Er ontstaan sneller tekorten en overschotten die opgevangen dienen te worden. Internationale samenwerking op dit gebied wordt daardoor van steeds groter belang. Sommige landen stellen capaciteitsmechanismen in om voldoende regelbaar vermogen te behouden.
Ook de infrastructuur moet aangepast worden aan de nieuwe vormen van elektriciteitsproductie. In plaats van enkele grote productielocaties, zoals kolencentrales, wordt elektriciteitsproductie steeds decentraler van aard. Gebouwen verbruiken niet alleen meer elektriciteit, maar produceren dit ook door middel van bijvoorbeeld zonnepanelen. In sommige regio’s worden veel zonne- en windparken aangelegd, terwijl het lokale elektriciteitsnet niet over de capaciteit beschikt om deze elektriciteit te vervoeren.
Verschillende oplossingen, waaronder smart-grids, internationale verbindingen, opslag en regelbaar vermogen als back-up, kunnen tijdens de energietransitie de leveringszekerheid helpen te waarborgen.

### Monitoring Leveringszekerheid 2021
In het rapport 'Monitoring Leveringszekerheid 2021', voor de periode 2022-2030, meldt netbeheerder TenneT dat Nederland naar verwachting vanaf 2025 met grotere risico's voor de leveringszekerheid te maken krijgt. Dit is een gevolg van de energietransitie, met daarin toenemende elektrificatie van de samenleving (toenemende vraag naar elektriciteit), een afname van het operationeel thermisch vermogen (kolencentrales, gascentrales) en een toename van duurzame opwek met weersafhankelijke fluctuerende productie (windmolens, zonnepanelen). De wederzijdse afhankelijkheid voor de leveringszekerheid van landen in Noordwest-Europa is in 2030 zeer groot. Daarom is het volgens TenneT cruciaal om beleid met betrekking tot productiecapaciteit met omringende landen onderling af te stemmen, om gezamenlijk tekorten te voorkomen.
In het jaarlijkse TenneT-rapport wordt ook de verwachte ontwikkeling van de vraag naar elektriciteit meegewogen. Deze verwachting wordt overgenomen uit de nationale Klimaat- en Energieverkenning van PBL. In de verwachting wordt alleen vastgesteld beleid meegenomen. Ten tijde van het vaststellen van de Klimaat- en Energieverkenning 2021 zou het vastgestelde beleid leiden tot een reductie van broeikasgassen tussen 38%-48% in 2030 t.o.v. 1990. Het Nederlandse nationale reductiedoel is 49% in 2030 t.o.v. 1990, het Europese doel is 55%. Om aan de klimaatdoelstellingen te kunnen voldoen is het aannemelijk dat er voor 2030 nog additionele maatregelen genomen zullen worden om fossiele brandstoffen te vervangen door elektrische alternatieven, waardoor de vraag naar elektriciteit hoger kan uitvallen. TenneT waarschuwt dat dit de leveringszekerheidsrisico's verder kan vergroten, zodat beleid gericht op elektrificatie altijd hand in hand moet gaan met voldoende flexibiliteit aan de aanbod- en vraagzijde.